# High Roller (Las Vegas)
Pour les articles homonymes, voir High Roller.
La High Roller Observation Wheel a été inaugurée le 1er avril 2014 à Las Vegas, Nevada aux États-Unis. Elle a été la plus grande roue du monde jusqu'à l'inauguration de l'Ain Dubaï aux Émirats arabes unis en 2021. Ses dimensions sont de 167,6 m (550 ft) de hauteur, et 160 m (520 ft) de diamètre. L'annonce de sa construction a lieu en août 2011. Elle est la pièce maîtresse du projet Linq de 550 millions de dollars de Caesars Entertainment Corporation. La construction a commencé en septembre 2011 et s'est terminée début 2014.
Maintenant terminée, High Roller est plus haute que l'ancienne plus haute grande roue au monde,, Singapore Flyer et ses 165 m.

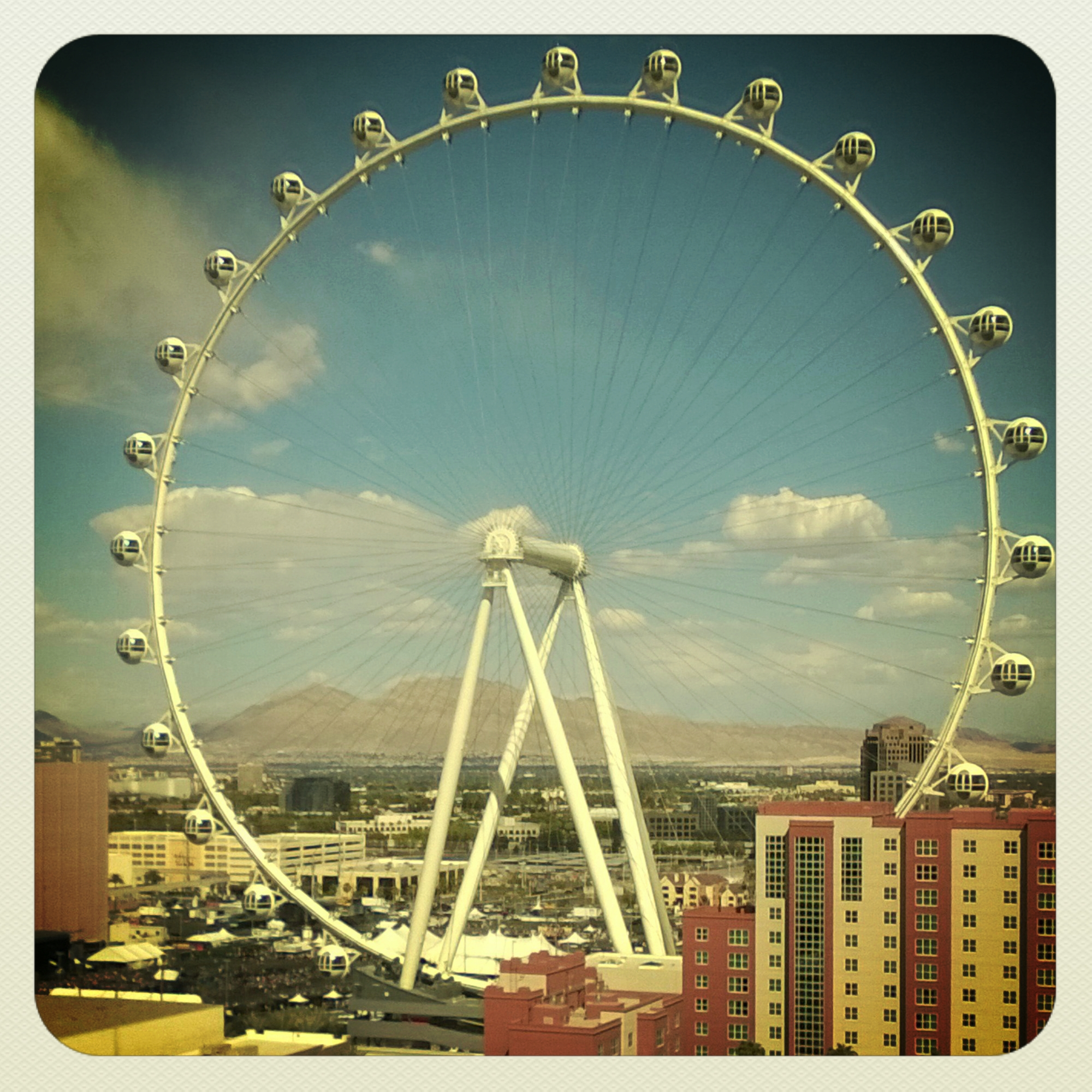
High Roller Observation Wheel à Las Vegas — photo prise après l'inauguration, depuis le d'un hôtel

Le bureau d'études Arup, qui a déjà travaillé sur Singapore Flyer, est responsable du plan structurel High Roller.
L'emplacement désigné pour la High Roller est situé derrière les hôtel-casinos Imperial Palace Hotel and Casino et Flamingo Las Vegas. Accessible grâce à une nouvelle artère commerçante appelée "The Linq" réalisée entre les hôtels Flamingo et Quad.
L'attraction est ouverte 365  jours par an, une rotation complète de la roue prend 30 minutes ; les tarifs sont de 24,95 $ par personne la journée (10 h-18 h) et 34,95 $ par personne en soirée (18 h-2 h)

## Roulements
High Roller tourne autour d'une paire de roulements conçus sur mesure, pesant chacun environ 8 800 kg. Ceux-ci sont les plus grands roulements à rouleaux sphériques jamais produits par l'usine SKF à Göteborg, en Suède. Ils ont un diamètre extérieur de 2,30 m, un alésage interne de 1,60 m et une largeur de 0,63 m.

## Nacelles
Les nacelles de la grande roue sont montées à l'extérieur de la jante. Des moteurs électriques sont chargés d’actionner leur rotation tout en maintenant le plancher horizontal.
Les premières estimations rapportaient que High Roller serait équipée de 32 cabines, pouvant chacune transporter jusqu'à 40 personnes. Ce nombre est ensuite réduit à 28 capsules de 40 personnes,.
Chacune des cabines transparentes sphériques de 20 m2 pèse environ 25 tonnes avec un diamètre de 6,70 m et est équipée de huit téléviseurs à écran plat et d'une station d'accueil pour iPod,. Elles sont fournies par Leitner-Poma of America et conçues par la filiale française Sigma. Leitner-Poma est également le fournisseur et Sigma est également le concepteur des nacelles pour London Eye,.